# Francis Gómezová
Francis Jacqueline Gómezová Mendozaová (* 4. října 1968) je bývalá venezuelská zápasnice – judistka.

## Sportovní kariéra
Připravovala se v univerzitním sportovním klubu UCV v hlavním městě Caracasu pod vedením Víctora Urbiny. Ve venezuelské ženské reprezentaci se pohybovala od roku 1985 ve střední váze do 66 kg. Potom co se v roce 1992 nekvalifikovala na olympijské hry v Barceloně přestoupila do vyšší polotěžké váhy do 72 kg. V roce 1996 obsadila panamerickou kontinentální kvótu pro start na olympijských hrách v Atlantě, kde prohrála ve druhém kole s Francouzkou Esthou Essombeovou na ippon technikou harai-goši. Sportovní kariéru ukončila v roce 1999. Věnuje se trenérské práci v Los Teques ve státě Miranda.

## Výsledky
| Turnaj                  | 1985         | 1986         | 1987         | 1988         | 1989         | 1990         | 1991         | 1992         | 1993           | 1994           | 1995           | 1996           | 1997           |
| Turnaj                  | 17           | 18           | 19           | 20           | 21           | 22           | 23           | 24           | 25             | 26             | 27             | 28             | 29             |
| Turnaj                  | střední váha | střední váha | střední váha | střední váha | střední váha | střední váha | střední váha | střední váha | polotěžká váha | polotěžká váha | polotěžká váha | polotěžká váha | polotěžká váha |
| ----------------------- | ------------ | ------------ | ------------ | ------------ | ------------ | ------------ | ------------ | ------------ | -------------- | -------------- | -------------- | -------------- | -------------- |
| Olympijské hry          |              |              |              | —            |              |              |              | —            |                |                |                | úč.            |                |
| Mistrovství světa       |              | —            | —            |              | —            |              | —            |              | —              |                | úč.            |                | úč.            |
| Panamerické hry         |              |              | úč.          |              |              |              | 3.           |              |                |                | 2.             |                |                |
| Panamerické mistrovství | úč.          | —            |              | —            |              | 3.           |              | —            |                | ?              |                | 3.             | 3.             |
| Jihoamerické hry        |              | ?            |              |              |              | ?            |              |              |                | ?              |                |                |                |
| Středoamerické a k. hry |              | —            |              |              |              | 3.           |              |              | —              |                |                |                |                |
| Bolívarské hry          | 2.           |              |              |              | 1.           |              |              |              | —              |                |                |                | —              |